# Calculadoras Casio V.P.A.M.
As calculadoras Casio V.P.A.M. são calculadoras científicas feitas pela Casio que utilizam os métodos de entrada Visually Perfect Algebraic Method (V.P.A.M.), Natural Display ou Natural VPAM da Casio.
V.P.A.M. é um sistema infixo para inserir expressões matemáticas, usado pela Casio na maioria de suas calculadoras científicas atuais. Na notação infixa, a precedência dos operadores matemáticos é levada em consideração. De acordo com a Casio, os cálculos VPAM podem ser inseridos exatamente como normalmente são escritos no papel por exemplo. Funções, operadores e símbolos são mostrados no visor da calculadora e os cálculos são executados de acordo com a precedência do operador.

## História
O nome V.P.A.M. foi introduzido pela primeira vez em 1994 com a introdução da calculadora fx-991S e outras calculadoras científicas da série "S" no Japão. Em 1998, o modelo Casio fx-991W usava um display de duas camadas (multilinhas) e o sistema foi denominado SV.PAM (Super VPAM). O modelo apresentava células de matriz de LCD de 5 × 6 pontos na linha superior da tela e um LCD de 7 segmentos na linha inferior da tela que foi usado nas calculadoras programáveis Casio fx-4500P.  O sistema S-V.P.A.M. também foi usado nos outros modelos da série W e também na série de calculadoras MS que se seguiram. V.P.A.M. é semelhante à Lógica Algébrica Direta (DAL) usada pela empresa Sharp em algumas de suas calculadoras científicas.
A calculadora fx-82 ES introduzida pela Casio em 2004 foi a primeira a incorporar o sistema Natural Textbook Display (ou Natural Display). Esse sistema permitia a exibição de expressões de frações, expoentes, logaritmos, potências e raízes quadradas da mesma maneira que são escritas em um livro padrão no papel. O Natural Display usa a representação natural de fórmulas e expressões matemáticas e por meio de uma tela LCD em uma resolução de 96×31. A Casio usa o termo Natural V.P.A.M. para a série fx-ES Plus de calculadoras que são a versão atualizada da série fx-ES.

No início de 2015, a Casio lançou uma nova linha de calculadoras chamada CLASSWIZ para diferentes mercados, apresentando uma tela de livro didático natural de matriz de pontos de alta resolução (192 × 63) e incorporando funções de planilha em alguns modelos. Esta série de calculadoras é chamada de série fx-EX e sucede à série de calculadoras fx-ES Plus.

## Lista de calculadoras
Nota: Os números em itálico entre parênteses indicam o ano de introdução, por exemplo: (c. 1994)

### V.P.A.M. (Método algébrico visualmente perfeito)
Modelos:

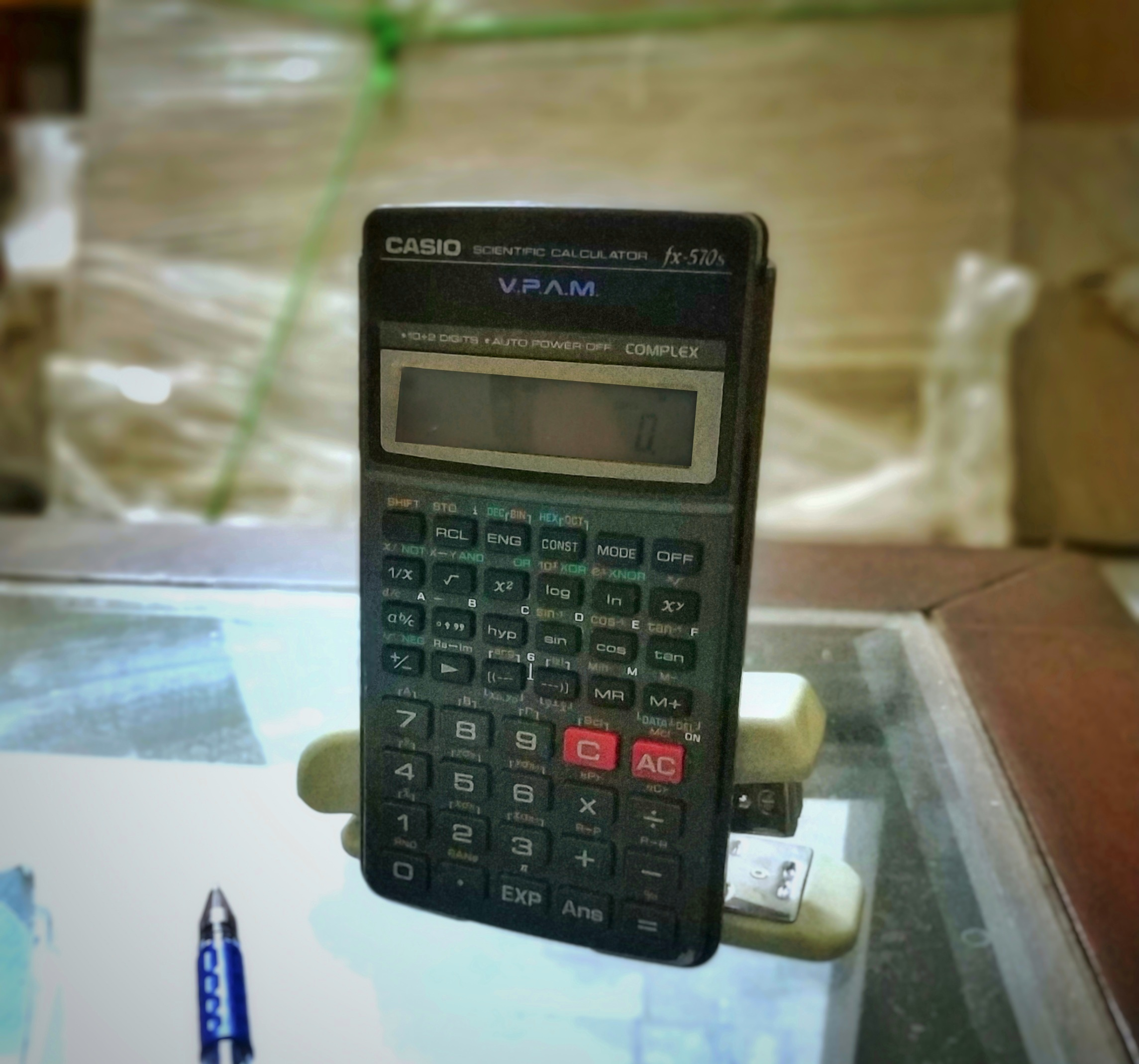
Casio fx-570S com V.P.A.M.

- fx-991S / 570S / 911S / 992S (c. 1994)
- fx-115S / 100S / 122S (c. 1995)
- fx-993S (c. 1996)
- fx-300S (uma versão simplificada de 8 + 2 dígitos)

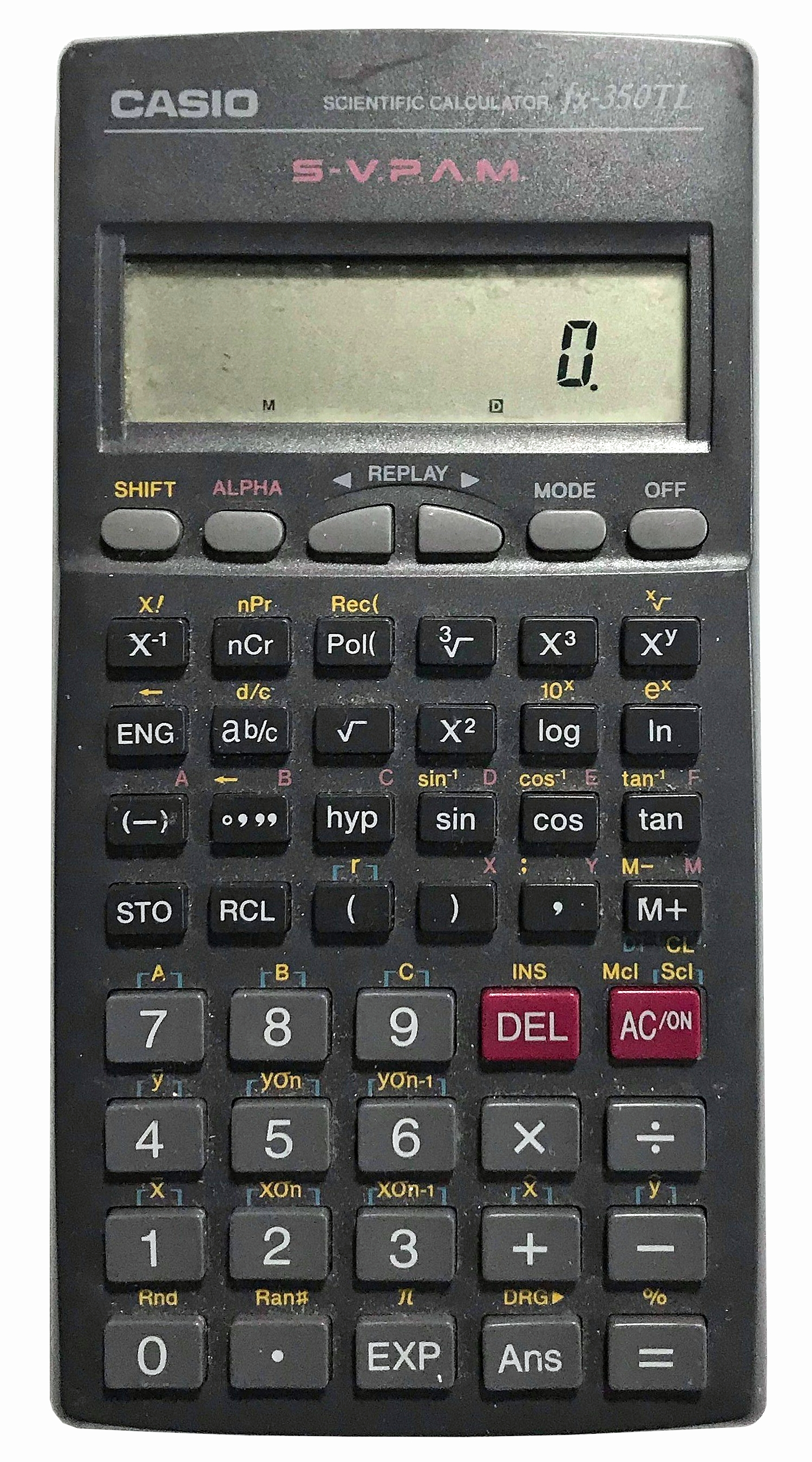
Casio FX-350TL

### S-V.P.A.M. (Duas linhas, Multi-repetição)
- fx-350TL
- fx-82TL
- fx-991W

#### Série W
As alterações nas calculadoras da série S incluem:
- Visor LCD de 2 linhas com linha superior de células de matriz de 5×6 pontos e linha de fundo de LCD de 7 segmentos que foram usadas nas calculadoras programáveis Casio fx-4500P (usadas células de matriz de 5×7 pontos). [1]

Modelos:
- fx-991W / 570W / 115W / 100W / 115WA (c. 1998-99)
- fx-82TL / 83W / 85W / 85WA / 300W / 350TL / 83WA / 270W (c. 1998-99)

#### MS-series
Variantes revisadas da Série W de calculadoras, incluindo as novas funções, como:
- Realocação de múltiplas funções em menus, anteriormente apresentados na Casio fx-5500LA, [2] mas a função é selecionada pelo teclado numérico
- Recordação de múltiplas declarações

Modelos não programáveis:
- FX 991MS / 570MS / 115MS / 100MS / 95MS / 85MS / 350MS / 82MS (anos 2000)
- fx-912MS (versão japonesa da fx-115MS)
- fx-300MS (modelo dos EUA)
- OH-300MS (modelo de projeção aérea), fx-100AU (específico da Austrália)
- fx-500MS (Vietnã)
- fx-290 (Japão)
- fx-220 PLUS (Internacional)

Modelos programáveis:
- fx-3650 / 3950P (Internacional)
- fx-3650P II (Internacional)
- fx-50F PLUS (Internacional)
- fx-50FH (Hong Kong)
- fx-50FH II (Hong Kong)
- fx-72F (Japão)

### Natural Textbook Display

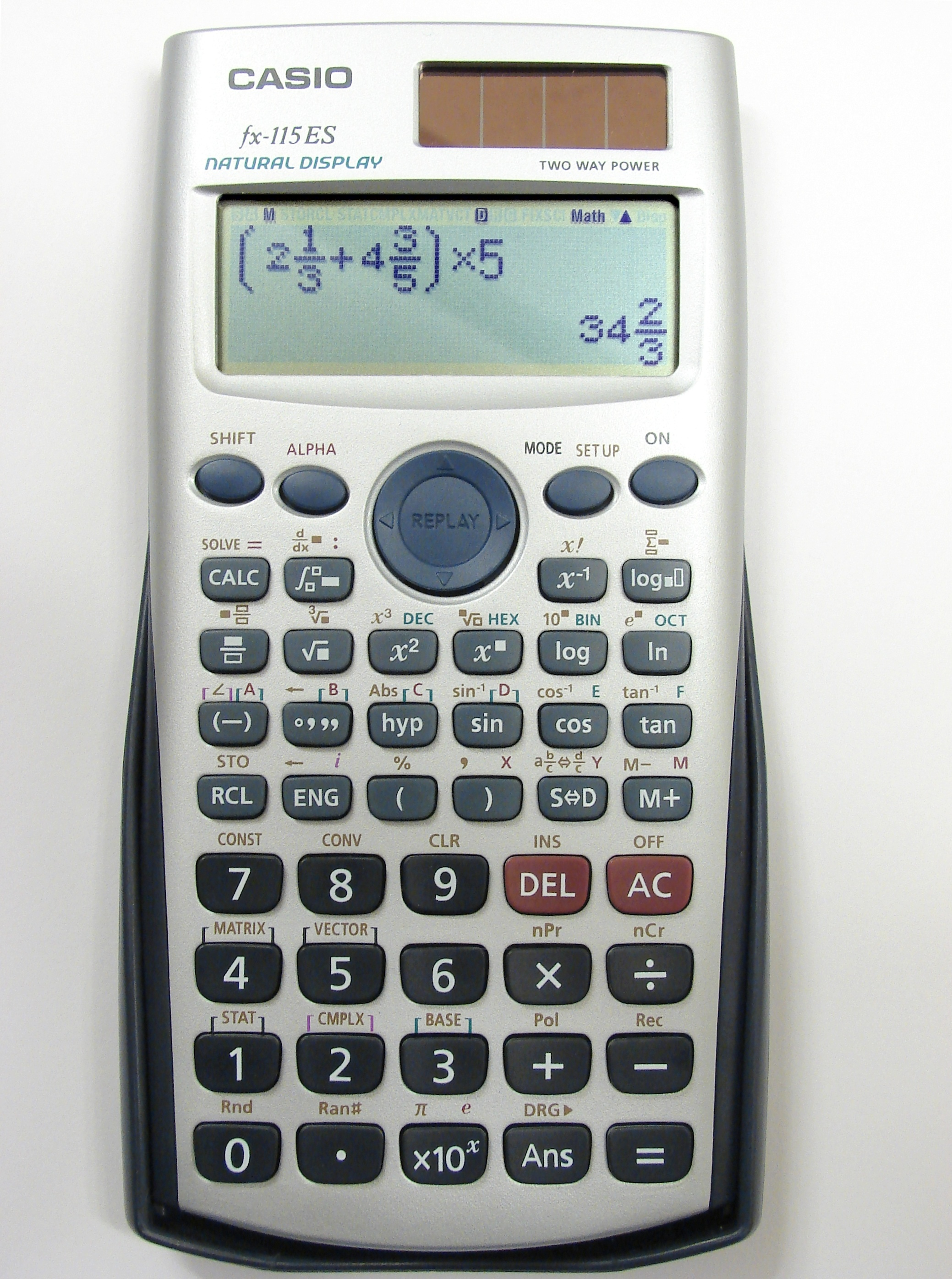
Calculadora científica Casio fx-115ES com Display Natural. (também chamado de "V.P.A.M. natural" na versão atualizada)

Versão revisada da Série MS, incluindo as seguintes alterações:
- Telas de matriz de pontos de 96×31 linhas múltiplas, mas as células de caracteres são conectadas por pontos como calculadoras gráficas
- A capacidade de exibir e editar fórmulas matemáticas em formatos mais visuais
- Projeto revisado da interface do menu de funções, anteriormente apresentado na Casio fx-4800P [3]
- Nenhuma entrada de símbolo de engenharia ( prefixos SI ) ou facilidade de exibição, que estava disponível em alguns modelos da série MS / W / S (fx-100, 115, 570 e 991MS / W / S).

Os recursos específicos do modelo incluem:
- A integração numérica usa a fórmula da quadratura de Gauss-Kronrod

Modelos:
- fx-991ES / 570ES / 115ES (c. 2004)
- fx-500ES / 350ES / 300ES / 85ES / 83ES / 82ES (c. 2004)
- OH-300ES (modelo de projeção aérea)
- FC-100 / 200V (funções financeiras)

### V.P.A.M. natural
Modelos:
- fx-82AU PLUS II (Austrália)
- fx-100AU PLUS (Austrália)
- fx-82ES PLUS A (China, mensagens simplificadas em chinês)
- fx-82/95/350/570 / 991ES PLUS (c. 2008-09)
- fx-115 / 300ES PLUS (EUA )
- fx-991ES PLUS C (Versão canadense de fx-115ES PLUS)
- fx-82/85/87 / 991DE PLUS (Alemanha)
- fx-85GT / fx-83GT Plus (Específico da UE)
- fx-82 / 991ZA Plus (África do Sul)
- fx-373/913/573 / 993ES (2008) (Japão)
- fx-375/915 / 995ES (2012) (Japão)
- fx-500 / 570VN PLUS (Vietnã)
- fx-95 / 96SG PLUS (Cingapura)
- fx-991ID PLUS (Indonésia)
- OH-300ES PLUS (Modelo de projeção aérea)
- fx-FD10 Pro (Modelo internacional de engenharia civil)

A CPU encontrada nesses modelos é baseada na arquitetura nX-U8 / 100.

### ClassWiz (Natural Textbook Displayde alta resolução)

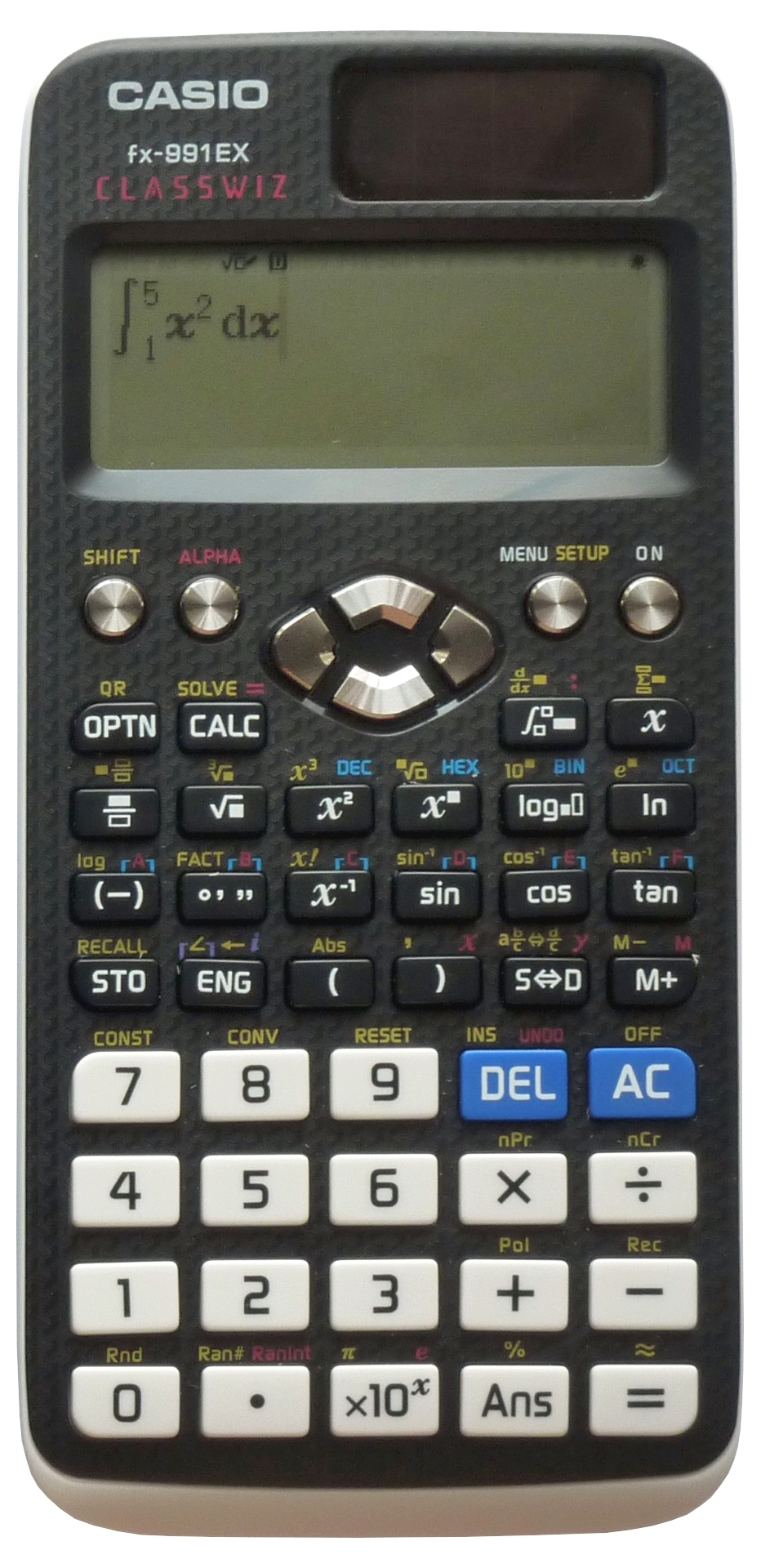
Casio fx-991EX CLASSWIZ (Natural Textbook Display de alta resolução)

As alterações na série ES PLUS foram:
- Tela 192×63 padrão
- Menu do modo baseado em ícone usado anteriormente nas calculadoras gráficas Casio fx-9700GE
- As funções específicas do modo são acessíveis por meio de uma tecla de função unificada como na fx-4800P

Os recursos específicos do modelo incluem:
- Constantes científicas e funções de conversão são agrupadas em categorias
- Mensagens multilíngues (excluindo modelos EX e modelos DE X)
- Exportação de código QR (excluindo modelos CN X, modelos VN X e fx-530AZ STUDY CAL)
- O display multilinha suporta até 6 linhas (excluindo a série JP, fx-530AZ STUDY CAL e fx-580VN X)
- O modo vetorial agora oferece suporte a vetores de 4 variáveis no máximo e 4 armazenamento de vetores definidos pelo usuário
- O modo Matrix agora suporta matrizes 4 × 4 e 4 matrizes definidas pelo usuário
- Novo modo de planilha (excluindo modelos CN X e VN X)
- O solucionador de equações lineares simultâneas suporta até 4 variáveis
- O solucionador de equações polinomiais suporta equações e desigualdades de até 4º grau
- Os símbolos de engenharia são exibidos e inseridos anteriormente nas calculadoras da série MS / W / S / D

- Modo de tabela periódica com informações de peso atômico (JP900 e 570/991 CE X apenas) [4]

Modelos:
- fx-82/85/350/570 / 991EX (2015 1Q) (Internacional) [5]
- fx-JP500 / 700/900 e fx-530AZ STUDY CAL (final de 2014) (Japão)
- fx-87 / 991DE X (Alemanha)
- fx-82/350/570 / 991CE X (Europa Central)
- fx-85GT X (2019) (UE, Reino Unido)
- fx-92 Spéciale Collège (França)
- fx-92B Spéciale Collège (Bélgica)
- fx-82/350/570 / 991SP X II Ibéria / fx-85SP X II Ibéria (Portugal, Espanha)
- fx-82/350/570 / 991LA X (América Latina)
- fx-82/95/570 / 991AR X Iberia, fx-95AR X, fx-570AR X, fx-991AR X (2015) (Oriente Médio, África árabe) [6]
- fx-82/95/350 / 991CN X 中文 版 (edição chinesa) (2014) (China) [7]
- fx-580VN X (Vietnã)
- fx-97SG X (Singapura)